# Gendeh
Gendeh är en ort i Gambia. Den ligger i regionen Upper River, i den östra delen av landet, 250 km öster om huvudstaden Banjul. Antalet invånare var 237 vid folkräkningen 2013.